# Klaus Wessel
Klaus Wessel (* 16. April 1916 in Berlin; † 5. Dezember 1987) war ein deutscher Christlicher Archäologe und Kunsthistoriker für byzantinische Kunst.
Klaus Wessel legte 1934 sein Abitur ab, leistete noch im selben Jahr seinen Reichsarbeitsdienst ab und begann mit seinem Studium der Evangelischen Theologie, Christlichen Archäologie und Kunstgeschichte an der Universität Berlin. 1939 bestand er sein theologisches Examen und wurde anschließend zur Wehrmacht einberufen. Trotz Kriegsteilnahme konnte Wessel im November 1943 sein theologisches Lizenziat bestehen, seine Abschlussarbeit hatte Ägyptische Elfenbeinschnitzereien des 6. Jahrhunderts zum Thema. Gutachter waren Friedrich Gerke und Erich Seeberg. Im Juli 1946 wurde er wissenschaftlicher Assistent am Institut für Kirchengeschichte an der Humboldt-Universität in Berlin. Die Habilitation erfolgte im August 1948. Im folgenden Monat wurde Wessel Lehrbeauftragter für Kirchengeschichte und Christliche Archäologie. Im Dezember wurde er für Kunstgeschichte promoviert, Thema der Dissertation war Zu den Tafeln der Holztür von Santa Sabina zu Rom, Gutachter waren Peter Metz und Richard Hamann. Im September wurde Wessel Dozent und kommissarischer Leiter des Seminars für Kirchengeschichte sowie des Seminars für Christliche Archäologie und Kirchliche Kunst. 1952 wurde er nicht nur Professor mit Lehrauftrag für Kirchengeschichte an der Theologischen Fakultät der Universität Greifswald, sondern auch Direktor der Frühchristlich-byzantinischen Sammlung der Staatlichen Museen zu Berlin. 1953 wurde er zusätzlich Direktor des „Victor-Schulze-Instituts“ in Greifswald. 1958 endete mit der Übersiedlung in die BRD die Karriere in der DDR. Im Mai 1960 wurde Wessel außerplanmäßiger Professor für Frühchristliche und byzantinische Kunstgeschichte an der Ludwig-Maximilians-Universität München. 1981 wurde er emeritiert. Er begründete das Reallexikon zur byzantinischen Kunst.

## Schriften
- Das ravennatische Mosaik in den Staatlichen Museen zu Berlin und seine Wiederherstellung. Staatliche Museen Berlin, Berlin 1953 (Wegleitung Nr. 2).
- Das Wartburgfest der Deutschen Burschenschaft am 18. Oktober 1817. Röth, Eisenach 1954 (Veröffentlichungen der Wartburg-Stiftung 2).
- Kunstwerke aus der frühchristlich-byzantinischen Sammlung. Ein Bildheft. Staatliche Museen Berlin, Berlin 1955.
- Das Grabmal Theoderichs in Ravenna, 1958.
- Die byzantinische Emailkunst. Vom 5. bis 13. Jahrhundert. Bongers, Recklinghausen 1967 (Beiträge zur Kunst des christlichen Ostens, Bd. 4).
- Byzanz. Heyne, München 1979, ISBN 3-453-41323-7 (Heyne-Stilkunde 18).
- Ikonen, Battenberg, München 1980, ISBN 3-87045-156-4 (Battenberg-Antiquitäten-Kataloge).
- mit Klaus Gallas und Manolis Borboudakis: Byzantinisches Kreta. Hirmer, München 1983, ISBN 3-7774-3240-7.